# Myrmeleon

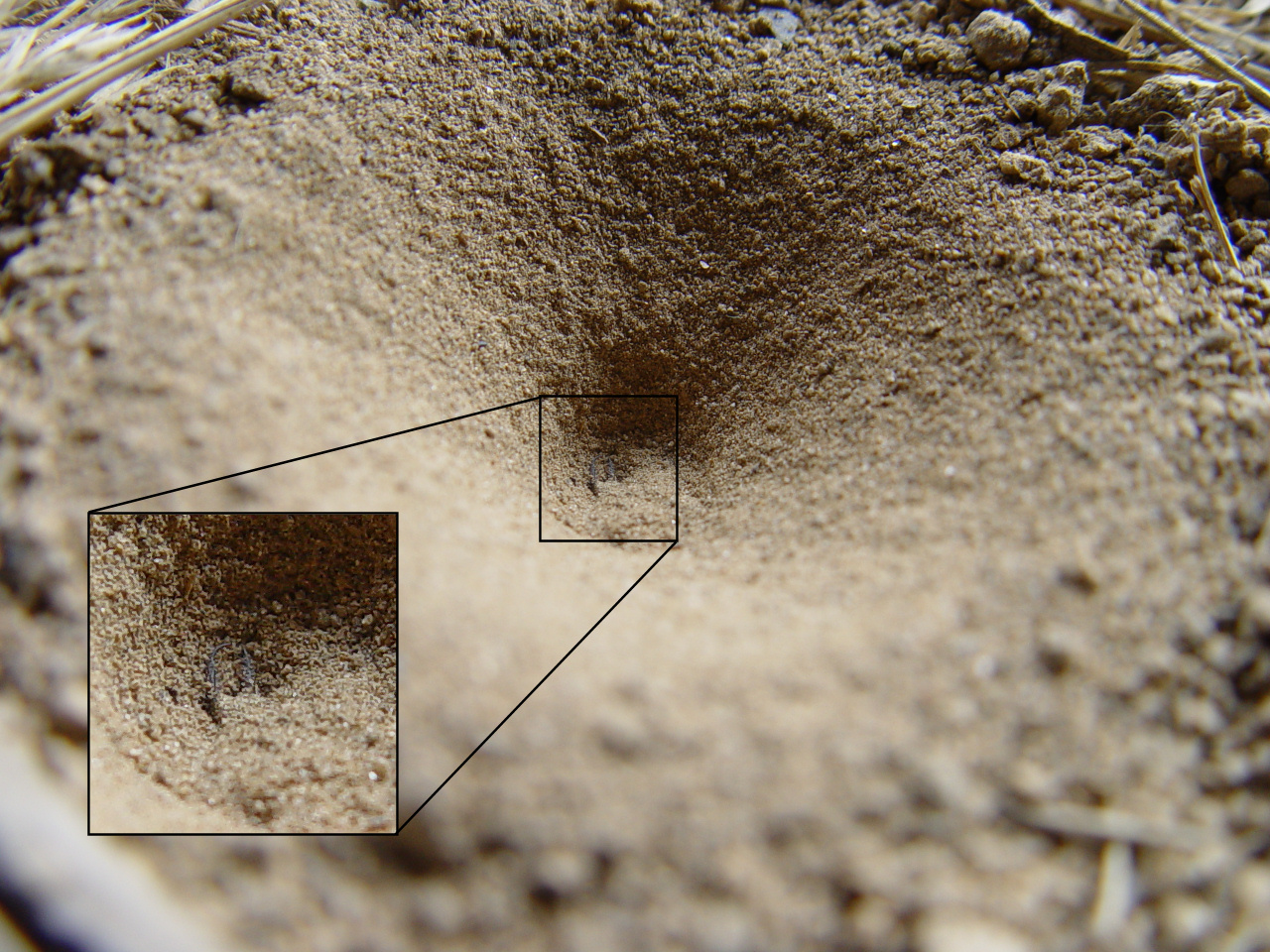
Pułapka ziemna mrówkolwa

Myrmeleon – rodzaj sieciarek z rodziny mrówkolwowatych (Myrmeleontidae) obejmujący około 200 gatunków szeroko rozprzestrzenionych po całym świecie. W języku polskim często określany jest nazwą mrówkolew, choć termin ten ma szersze znaczenie, gdyż obejmuje również sieciarki z innych rodzajów albo jest stosowany w odniesieniu do przedstawicieli całej rodziny mrówkolwowatych.
Cechy diagnostyczne
Czułki gatunków zaliczanych do tego rodzaju są krótsze od długości głowy i tułowia, ich odwłok jest długi i prosty, na końcu zwężony.
Biologia
Larwy budują stożkowatego kształtu pułapki w piasku. Pochwyconym ofiarom  wstrzykują paraliżujące toksyny oraz enzymy powodujące rozkład ciała ofiary. W trawieniu pokarmu uczestniczą bakterie symbiotyczne.
Obecność w faunie Polski
W Polsce występują trzy gatunki z rodzaju Myrmeleon:
- Myrmeleon bore – mrówkolew wydmowy
- Myrmeleon formicarius – mrówkolew pospolity
- Myrmeleon inconspicuus – mrówkolew południowy.

Mrówkolew pospolity jest szeroko rozprzestrzeniony, natomiast pozostałe dwa gatunki są zagrożone wyginięciem. W Polskiej czerwonej księdze zwierząt umieszczono je w kategorii EN (zagrożone).